# Hargitai János (politikus)
Hargitai János (Mohács, 1958. április 24. –) magyar jogász, tanár, politikus, országgyűlési képviselő.

## Életrajza

### Tanulmányai
Szülővárosában érettségizett a Marek József Mezőgazdasági Szakközépiskolában. 1976-ban letette a mezőgazdasági gépész szakérettségit, majd 1979-ben szerezte meg tanítói oklevelét a Kaposvári Tanítóképző Főiskolán. 1984-ben a pécsi Janus Pannonius Tudományegyetem Tanárképző Főiskolai Karán történelem szakos diplomát szerzett, majd 1991-ben a jogi karon doktorátusát is megszerezte. Európa jogi szakjogász végzettséggel is rendelkezik.

### Politikai pályafutása
1989-ben a Baranya Megyei Faluszövetség, 1990-ben a Községi Önkormányzatok Országos Szövetsége, illetve a Mohács Térségi Tanácsnak alapító tagja. Az 1985-ben a tanácsi választások alkalmával megválasztották Nagynyárád község tanácselnökének, a községnek 1990 és 1994 között polgármestere is volt. 1990 óta tagja a Baranya Megyei Önkormányzat Közgyűlésének, 1994-től mint a Kereszténydemokrata Néppárt jelöltje, annak alelnöke. Az Alpok-Adria Munkaközösségben 1994 és 1998 között vett részt, majd tagja lett az 1997-ben megalapított Magyar Kereszténydemokrata Szövetségnek.
Az 1998-ban, 2002-ben és 2006-ban az országgyűlési választások során Mohácson (Baranya 5. vk.) egyéni mandátumot szerzett. Tagja a Költségvetési és pénzügyi állandó bizottságnak, és az Emberi jogi, kisebbségi és vallásügyi bizottságnak.
2002-ben újból Nagynyárád polgármesterévé választották és tagja lett a Baranya megyei közgyűlésnek is. 2003 őszétől a mohácsi választókerületnek és a falusi tagozatnak az elnöke. 2006-ban a Baranya megyei közgyűlés elnöke lett, majd 2010-ben a választások első fordulójában a szavazatok 63,98%-ával szerzett mandátumot. Alelnöke a Számvevőszéki és költségvetési bizottságnak.
2014-ben az országgyűlési képviselői választáson Baranya megye 3. számú választókerületében a szavazatok 50,26%-ával egyéni képviselői mandátumot szerzett. Ugyancsak 2014-től a Költségvetési bizottság alelnöki tisztét tölti be.
2018-as magyarországi országgyűlési választásokon a szavazatok 58,47%-ával egyéni képviselői mandátumot szerzett, immár hatodszor egymás után.